# Amanita sinicoflava
Amanita sinicoflava là một loài nấm thuộc chi Amanita trong họ Amanitaceae. Loài này được Tulloss miêu tả khoa học lần đầu tiên năm 1988. Danh pháp khoa học sinicoflava có nghĩa là "màu vàng Trung Quốc", dựa vào màu sắc đặc trưng của mũ nấm. Tên tiếng Anh của nấm là Mandarin yellow ringless Amanita.